# 벤 칼슨
벤 칼슨(Ben Carlson, 1985년 2월 28일 ~ )은 미국의 배우, 텔레비전 배우이다.
밀워키에서 태어났다.

## 영화
- 디 애니버서리 (2014년)
- 야생의 삶 (2011년)
- 그레이 가든스 (2009년)
- 빨간머리 앤 - 새로운 시작 (2008년)